# Gostynin (gmina wiejska)
Gostynin – gmina wiejska w Polsce położona w województwie mazowieckim, w powiecie gostynińskim. W latach 1975–1998 gmina administracyjnie należała do województwa płockiego.
Siedziba gminy to Gostynin.
Według danych z 31 grudnia 2012 roku gminę zamieszkiwało 12 185 osób. Natomiast według danych z 31 grudnia 2017 roku gminę zamieszkiwało 12121 osób.
Do 31 grudnia 1987 istniały dwie odrębne gminy – gmina Rataje i gmina Gostynin, połączone 1 stycznia 1988 w jedną gminę o nazwie gmina Gostynin.

## Struktura powierzchni
Według danych z roku 2002 gmina Gostynin ma obszar 270,69 km², w tym:
- użytki rolne: 62%
- użytki leśne: 28%

Gmina stanowi 43,97% powierzchni powiatu.

## Demografia

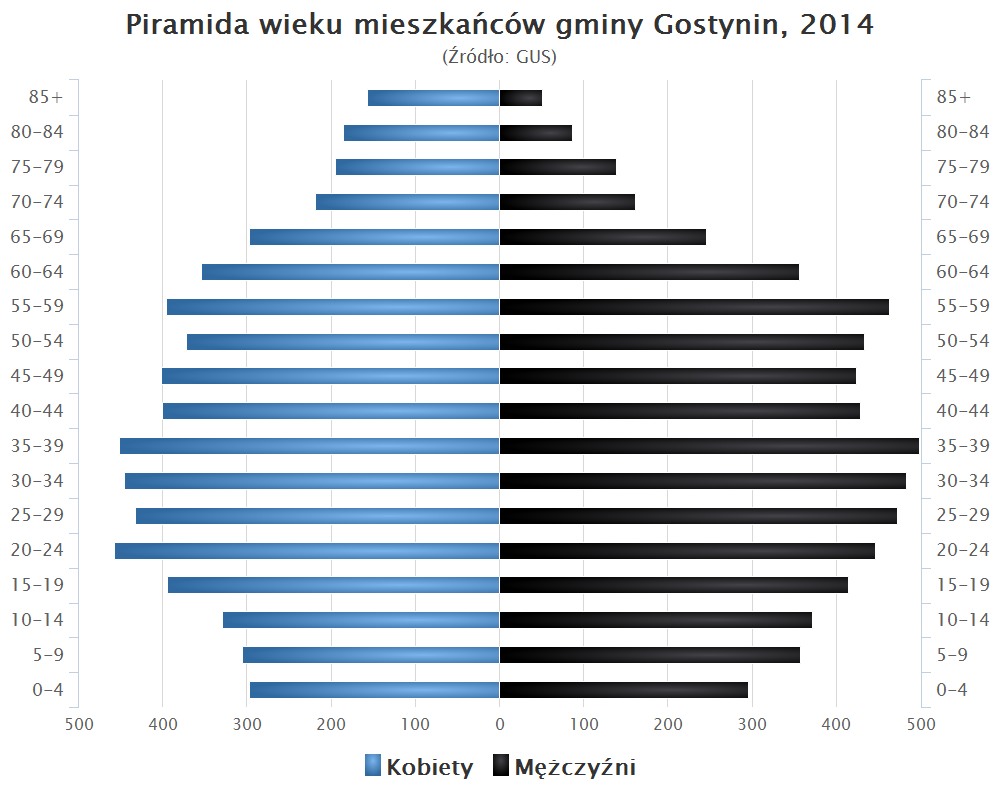
Piramida wieku mieszkańców gminy Gostynin w 2014 roku

Dane z 31 grudnia 2012:
| Opis      | Ogółem | Ogółem | Kobiety | Kobiety | Mężczyźni | Mężczyźni |
| --------- | ------ | ------ | ------- | ------- | --------- | --------- |
| jednostka | osób   | %      | osób    | %       | osób      | %         |
| populacja | 12 185 | 100    | 6110    | 50,1    | 6075      | 49,9      |

## Sołectwa
Anielin, Białe – Antoninów, Huta Nowa – Aleksandrynów – Zuzinów, Baby Dolne – Rybne, Baby Górne – Zieleniec, Belno – Pomarzanki, Białotarsk, Bielawy, Bierzewice, Budy Kozickie, Bolesławów, Choinek, Dąbrówka, Emilianów, Feliksów, Gaśno, Gorzewo – Marianów, Marianka – Górki Pierwsze, Górki Drugie, Gulewo, Halinów, Helenów, Jastrzębia, Jaworek, Józefków, Zaborów Nowy - Huta Zaborowska, Kazimierzów, Kiełpieniec – Mniszek – Skoki, Sierakówek – Kleniew, Klusek, Kozice – Polesie, Krzywie, Sałki – Lipa – Ruszków, Legarda, Leśniewice – Lisica, Lucień, Marianów Sierakowski, Miałkówek – Budy Lucieńskie, Mysłownia Nowa, Nagodów – Rumunki, Niecki, Nowa Wieś, Łokietnica, Strzałki – Osada, Osiny, Podgórze, Rębów, Rogożewek, Sieraków, Skrzany, Sokołów, Solec – Wrząca, Stanisławów Skrzański, Stefanów, Zaborów Stary – Stanisławów, Zwoleń

## Sąsiednie gminy
Baruchowo, Gostynin, Lubień Kujawski, Łanięta, Łąck, Nowy Duninów, Strzelce, Szczawin Kościelny